# Династија Западни Џоу
Династију Западни Џоу је основала породица Ђи чији је главни град био Хàо (鎬, близу данашњег града Си'ана у долини реке Веј). Делећи језик и културу Шанга, рани владари Џоуа су освајањима и колонизацијом створили пространо Царство чију су власт признавале и вазалне државе у Шандонгу, истовремено прихваћујући културу Џоуа. Ширење бронзаних предмета карактеристичних за Џоуе је, међутим, било истовремено с употребом лончарије у стилу Шанга у удаљеним пределима тадашње Кине, па се претпоставља да су тадашње државе освојене тек пред крај раздобља Западног Џоуа.
У 11. веку п. н. е. подручја под династијом Шанг покорила је династија Џоу, која је имала другачије етничко станиште и живела је на северозападној граници подручја Шанга. Ова је династија постепено ширила своју власт и досегла је много даље него што је успела династија Шанг, укључујући средње и доње токове Жуте ријеке те средњи ток реке Јангцекјанг. Већина тог простора је била насељена народима различитог етничког подручја које су династија Џоу и њихови вазали постепено асимирали. Њихова је држава била подељена између краља и чланова краљевског рода на много засебних поседа. Био је то Фенгђијан састав (封建), састав опуномоћене владавине, донекле сличан каснијем европском феудалном поретку. 
Рано раздобље владавине Џоуа разликовало се од раздобља Шанга по употреби писма, па се њихова култура већ препознаје као „кинеска“. У њиховим градовима постојала је хијерархија племића, краљевских часника и дворана. Издржавале су их заједнице обрађивача бронзе, дрва, камена, керамике и платна. Сељаци који су обрађивали различите краљевске поседе снабдевали су их приходима и житарице. Трговачке активности биле су уобичајене, а употребљавао се ковани новац.
Бронза се употребљавала за израду ритуалних предмета и разне врсте оружја и оруђа, осим оних везаних за обраду земље. У сеоским подручјима ратари су и даље употребљавали камено оруђе и узгајали пиринач, просо, јечам и конопљу, као и свиње, Живина и свилене бубе. Остављање поља на угару (изораног, али не засејаног тла, како би се земља „одморила“) постало је уобичајена пракса. У 6. веку п. н. е. јавља се и прва организована градња канала и наводњавање у пољопривреди.